# Allodesmus

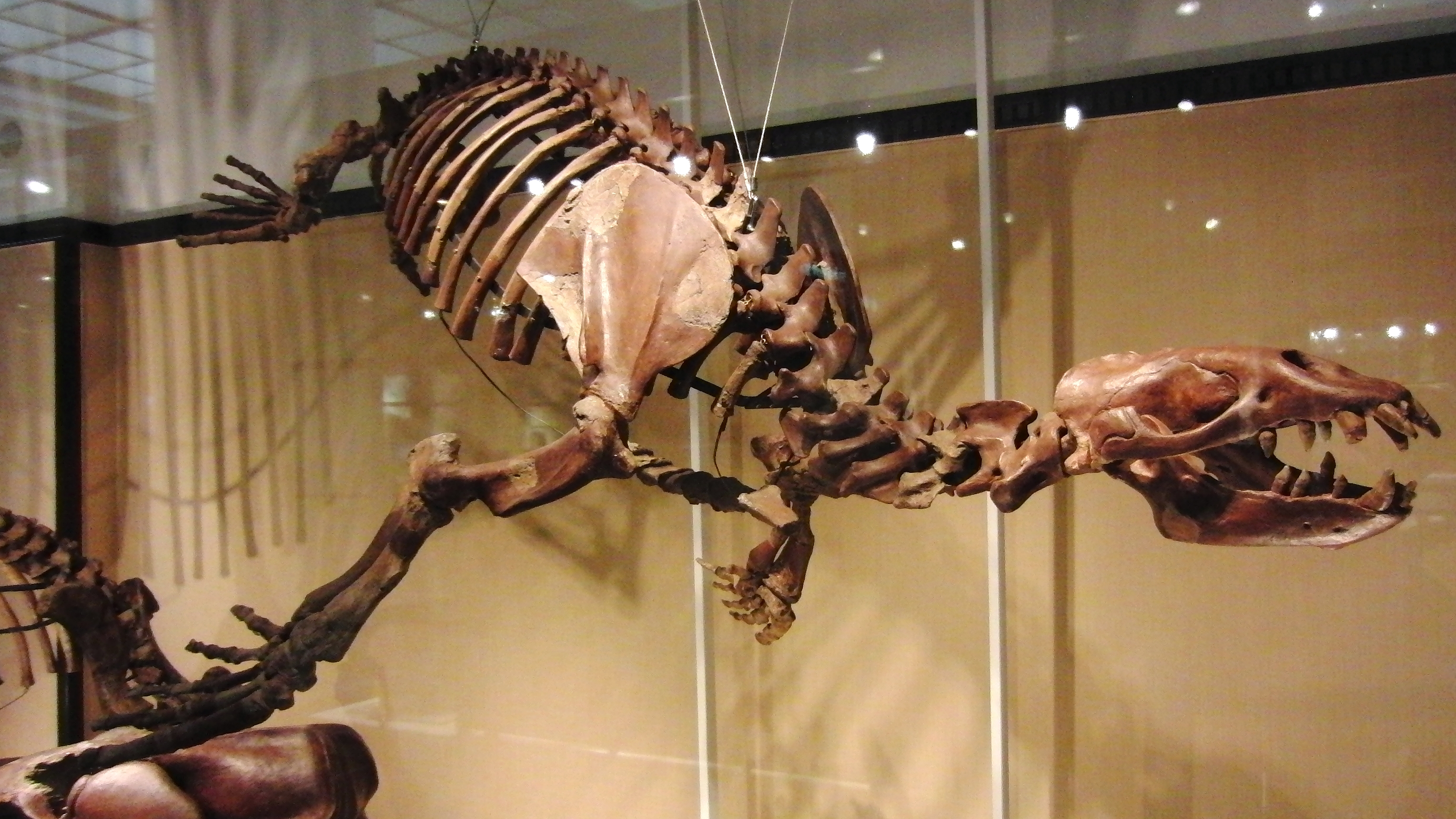
Esqueleto de un Allodesmus sp. en el Museo Nacional de Ciencia de Japón, Tokio, Japón.

Allodesmus es un género extinto de pinípedo del Mioceno relacionado con el género Desmatophoca. Medía 2,4 metros de longitud y pesaba unos 360 kg. Allodesmus tenía las mismas características anatómicas que se pueden encontrar en los pinípedos modernos: dimorfismo sexual, fuertes caninos para las peleas y dientes con zonas de crecimiento bien definidas, resultado de ayunos periódicos (para proteger su harén, los machos no se acercaban al mar para alimentarse durante la época de reproducción).